# Odiseas Elitis
Odiseas Elitis (gr. Οδυσσέας Ελύτης, właśc. Odiseas Alepudelis; ur. 2 listopada 1911 w Iraklionie, zm. 18 marca 1996 w Atenach) – jeden z największych poetów greckich XX wieku, zaliczany do tzw. Pokolenia Lat Trzydziestych, laureat Nagrody Nobla w dziedzinie literatury za rok 1979.
Debiutował jako poeta w 1939 r. zbiorem Προσανατολισμοί. W swojej twórczości inspirował grecką przyrodą i historią, nawiązując często do poezji antycznej. Swój warsztat pisarski wywiódł z doświadczeń francuskiego nadrealizmu, pisząc poematy filozoficzne i epickie.

## Dzieła
- 1939: Orientacje (Προσανατολισμοί)
- 1943: Król słońca (Ήλιος ο Πρώτος)
- 1943: Heroiczna i elegijna pieśń na cześć podporucznika zaginionego w kampanii albańskiej (Άσμα ηρωικό και πένθιμο για τον χαμένο ανθυπολοχαγό της Αλβανίας)
- 1960: Sześć i jedna dla nieba (Έξι και μία τύψεις για τον ουρανό)
- 1971: Król-Słońce (Ο Ήλιος ο Ηλιάτορας)
- 1971: Drzewo światła i czternasta piękność (Το Φωτόδεντρο και η Δέκατη Τέταρτη Ομορφιά)
- 1978: Maria Nefeli (Μαρία Νεφέλη)